# 韓氏紫萼蘚
韓氏紫萼蘚（学名：Grimmia handelii）为紫萼蘚科紫萼蘚屬下的一个种。